# Прохазка, Элеонора
Мари́я Кристи́на Элеоно́ра Проха́зка (нем. Marie Christiane Eleonore Prochaska; 11 марта 1785, Потсдам — 5 октября 1813, Данненберг) — первая в истории прусской армии женщина-доброволец, национальная героиня Германии.

## Биография
Дочь небогатого прусского гвардейского сержанта. После смерти матери отец отдал её в детский военный приют, где она позже работала прислугой.
С юности живо интересовалась Освободительной войной против Наполеона. В возрасте 28 лет под мужским именем Август Ренц в качестве добровольца вступила в 1-й егерский батальон «корпуса свободы» (в народе их называли «чёрными тучами») Адольфа фон Лютцова, действовавший в тылу французских войск.
Вначале была направлена в военный оркестр, однако вскоре определена в кавалерию, где под видом мужчины сражалась против наполеоновской армии.
В битве при Гёрде в Вестфалии в сентябре 1813 года, пытаясь вынести с поля боя раненого товарища, получила тяжёлое ранение картечью. При осмотре фронтовыми лекарями был установлен её пол. Она была отправлена в госпиталь в Данненберг, где спустя три недели, 5 октября 1813 года, скончалась от полученных ран.
За выдающееся мужество и героизм её стали называть потсдамской Жанной д’Арк. Образ Элеоноры Прохазки позже был идеализирован как символ освободительной войны с Наполеоном, её почитают как национальную героиню Германии.
Прохазке посвящены многие художественные произведения (стихи и драмы). Людвиг ван Бетховен создал музыку к драме  Иоганна Фридриха Леопольда Дункера (ныне это произведение считается утерянным).
В 1865 году на могиле Элеоноры Прохазки на кладбище Святой Анны в Данненберге был установлен памятник, в 1889 в городе памятник в её честь был сооружён в Потсдаме, а её дом превращён в мемориальный музей.

## Другие похожие биографии
- Кавалерист-девица Надежда Дурова, первая в русской армии женщина-офицер.
- В те же годы под именем собственного брата воевала Тихомирова Александра. Тайна открылась только после её героической гибели.
- Примерно в это же время в австрийской армии служила итальянка Франческа Сканагатта.
- Также в кавалерии и также благодаря покровительству особ королевских кровей — принца Вильгельма и его жены — в прусской армии на стороне шестой коалиции воевала Луиза Кессених.
- В начале XX века подвиг Надежды Дуровой повторила будущий кавалер Георгиевского креста Ольга Николаевна Кабанова, скрывшая свой пол и вступившая под именем Олег добровольцем в Русскую армию с началом Первой мировой войны, позднее — вольноопределяющимся в Добровольческую армию белых — с началом Гражданской войны. Ольга Николаевна скрывала свой пол более 10 лет, даже в эмиграции — до середины 1920-х годов, когда открыла свою тайну боевому товарищу, с которым после этого вскоре обвенчалась в Белграде.
- В XX веке Александра Ращупкина в годы Великой Отечественной войны стала механиком-водителем танка Т-34 и более трёх лет скрывала от своих однополчан, что она — женщина[3][4][5].

## Галерея

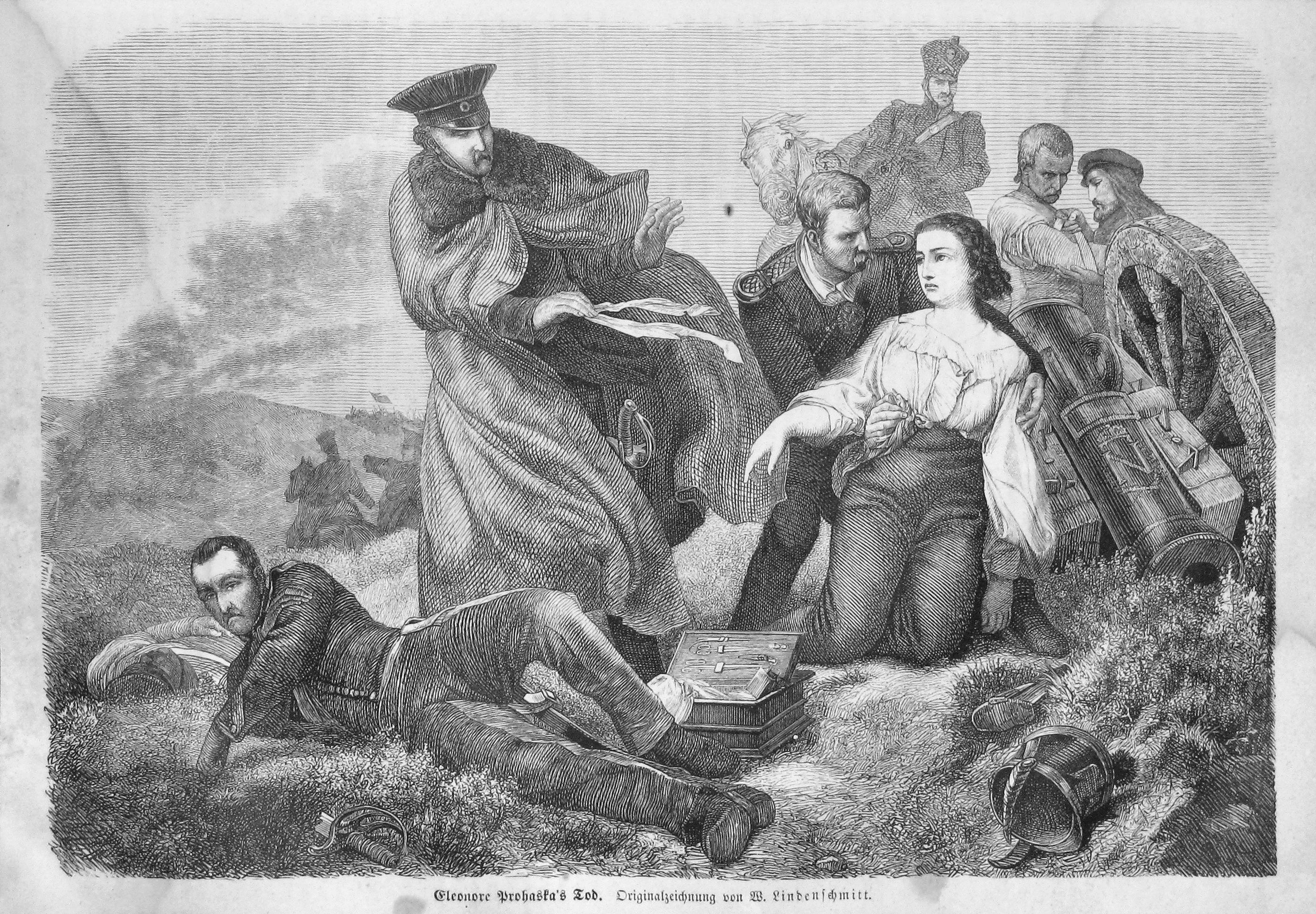
Смерть Элеоноры Прохазки на гравюре 1863 года
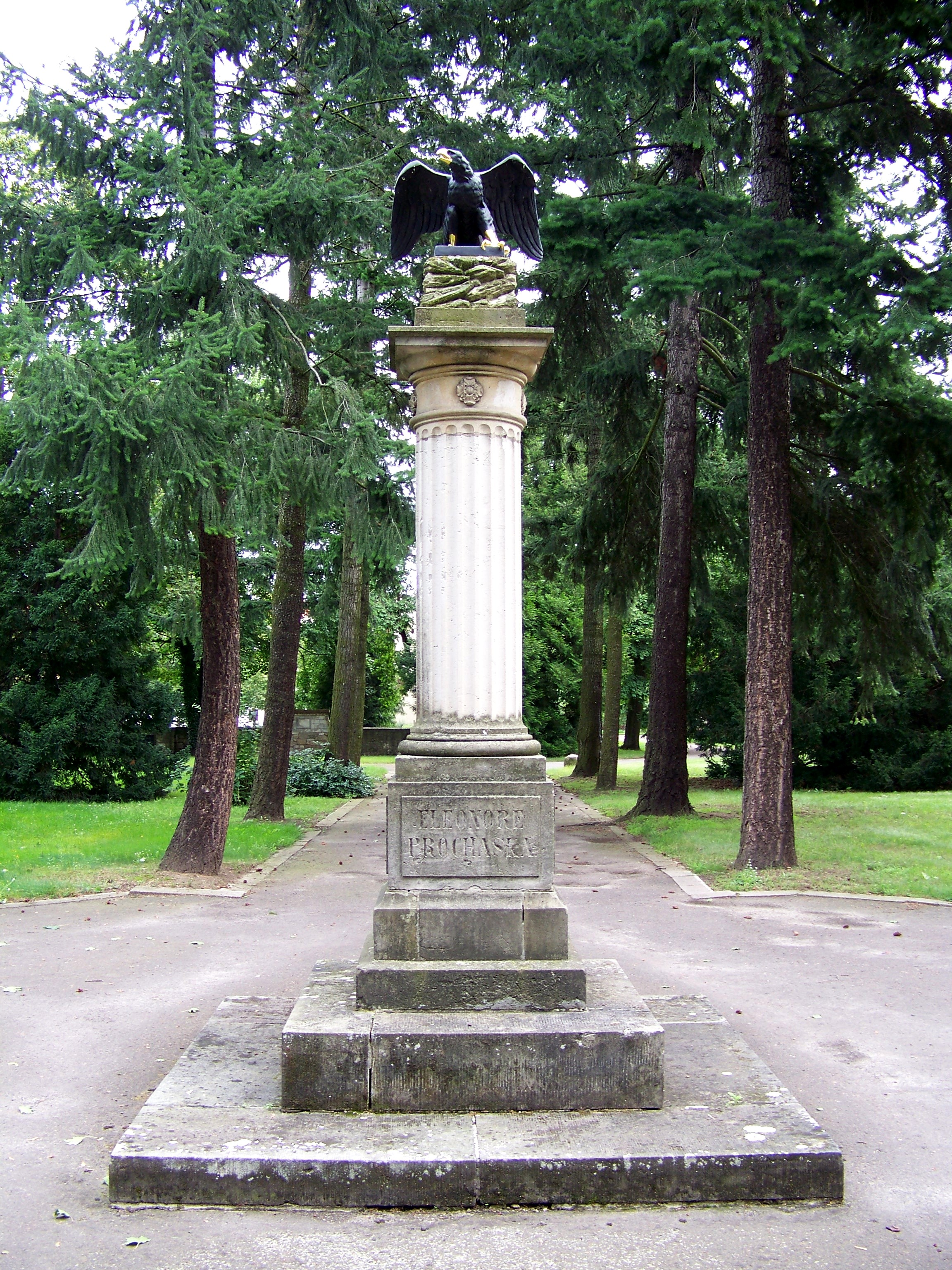
Памятник Элеоноре Прохазке в Потсдаме